# Maike Schrader
Maike Schrader (ur. 17 czerwca 1971, zm. 21 lipca 2004), niemiecka hokeistka na trawie, reprezentantka kraju.
Grała na pozycji bramkarki. Występowała w zespole narodowym, była m.in. halową wicemistrzynią Europy w 1996. W Bundeslidze broniła barw Großflottbeker THGC.
Na początku 2003 jej sportową karierę przerwała ciężka choroba. Zmarła na białaczkę w lipcu 2004. 